# المؤتمر الدولي للمتاحف البحرية
المؤتمر الدولي للمتاحف البحرية (بالإنجليزية: International Congress of Maritime Museums)‏ المعروفة باسم ICMM، هي شبكة دولية من المتاحف البحرية والجمعيات والأفراد المُكرّسين لحفظ الأدوات والوسائل البحرية. وتنشر رسالة إخبارية ودعوة إلى عقد مؤتمرات كل سنتين.